# Gucin (województwo warmińsko-mazurskie)
Gucin – osada w Polsce położona w województwie warmińsko-mazurskim, w powiecie ostródzkim, w gminie Łukta. W latach 1975–1998 miejscowość administracyjnie należała do województwa olsztyńskiego. Miejscowość leży w historycznym regionie Prus Górnych.
W 1974 r. osada jako PGR Gucin należała do sołectwa Mostkowo, razem z miejscowościami: PGR Chudy Dwór, osada Henryka Góra, PGR Kozia Góra, osada Maronie i wieś Mostkowo.